# خوآن آنتونیو کربالان
خوآن آنتونیو کربالان (اسپانیایی: Juan Antonio Corbalán‎؛ زادهٔ ۳ اوت ۱۹۵۴) بازیکن بسکتبال اهل اسپانیا بود.
وی همچنین برندهٔ جوایزی همچون ۵۰ کانون بزرگ یورولیگ شده‌است.
از باشگاه‌هایی که در آن بازی کرده‌است می‌توان به باشگاه بسکتبال رئال مادرید اشاره کرد.
وی در مسابقات کشوری و بین‌المللی در مجموع برندهٔ ۲ مدال نقره شده‌است.